# Campionati europei di ciclocross 2019
I Campionati europei di ciclocross 2019, diciassettesima edizione della competizione, si sono disputati a Silvelle di Trebaseleghe, in Italia, il 10 novembre 2019.
Sono stati assegnati sei titoli, validi per le categorie Elite, Under-23 e Juniores sia maschili che femminili.

## Eventi
Domenica 10 novembre
- 9:00 Donne Juniors
- 9:50 Uomini Juniors
- 11:00 Donne Under-23
- 12:20 Uomini Under-23
- 13:50 Donne Elite
- 15:20 Uomini Elite

## Medagliere
| Pos.   | Nazione       | Oro | Argento | Bronzo | Totale |
| ------ | ------------- | --- | ------- | ------ | ------ |
| 1      | Paesi Bassi   | 4   | 0       | 2      | 6      |
| 2      | Belgio        | 1   | 3       | 1      | 5      |
| 3      | Francia       | 1   | 1       | 2      | 4      |
| 4      | Gran Bretagna | 0   | 1       | 0      | 1      |
| 4      | Italia        | 0   | 1       | 0      | 1      |
| 4      | Svizzera      | 0   | 0       | 1      | 1      |
| Totale | Totale        | 6   | 6       | 6      | 18     |

## Sommario degli eventi
| Eventi            | Oro                                    | Tempo  | Argento                | Tempo | Bronzo                           | Tempo   |
| Uomini            |                                        |        |                        |       |                                  |         |
| Elite dettagli    | Mathieu van der Poel Paesi Bassi       | 58'22" | Eli Iserbyt Belgio     | a 3"  | Laurens Sweeck Belgio            | a 20"   |
| Under-23 dettagli | Mickaël Crispin Francia                | 46'47" | Timo Kielich Belgio    | a 8"  | Antoine Benoist Francia          | a 9"    |
| Junior dettagli   | Thibau Nys Belgio                      | 41'10" | Jente Michels Belgio   | a 9"  | Dario Lillo Svizzera             | a 1'10" |
| Donne             |                                        |        |                        |       |                                  |         |
| Elite dettagli    | Yara Kastelijn Paesi Bassi             | 41'05" | Eva Lechner Italia     | a 12" | Annemarie Worst Paesi Bassi      | a 26"   |
| Under-23 dettagli | Ceylin del Carmen Alvarado Paesi Bassi | 46'23" | Anna Kay Gran Bretagna | a 12" | Marion Norbert-Riberolle Francia | a 1'02" |
| Junior dettagli   | Puck Pieterse Paesi Bassi              | 37'34" | Olivia Onesti Francia  | a 28" | Shirin van Anrooij Paesi Bassi   | a 44"   |